# Mikoyan-Gurevich MiG-25
Il Mikoyan-Gurevich MiG-25 (in cirillico Микояна и Гуревича МиГ-25, nome in codice NATO Foxbat) è un caccia intercettore supersonico sviluppato negli anni sessanta in Unione Sovietica. Con una velocità massima di Mach 2,83, e la possibilità di raggiungere Mach 3,2 a rischio di danneggiare gravemente i motori, il MiG-25 risulta ancora ad oggi uno dei più veloci aerei militari di sempre.
L'aereo è un bimotore a getto ad ala a freccia progettato dall'OKB 155 diretto da Artëm Ivanovič Mikojan in collaborazione con Michail Iosifovič Gurevič.
Il prototipo volò per la prima volta nel 1964 ed il caccia entrò in servizio nei reparti della Sovetskie Voenno-vozdušnye sily (VVS), l'aeronautica militare sovietica, nel 1970, portando allo sviluppo della sua controparte occidentale, il McDonnell Douglas F-15 Eagle, verso la fine dello stesso decennio. Le capacità effettive del MiG-25 vennero valutate meglio solo con la defezione in Giappone del tenente della VVS Viktor Belenko, nel 1976.

## Storia

### Sviluppo

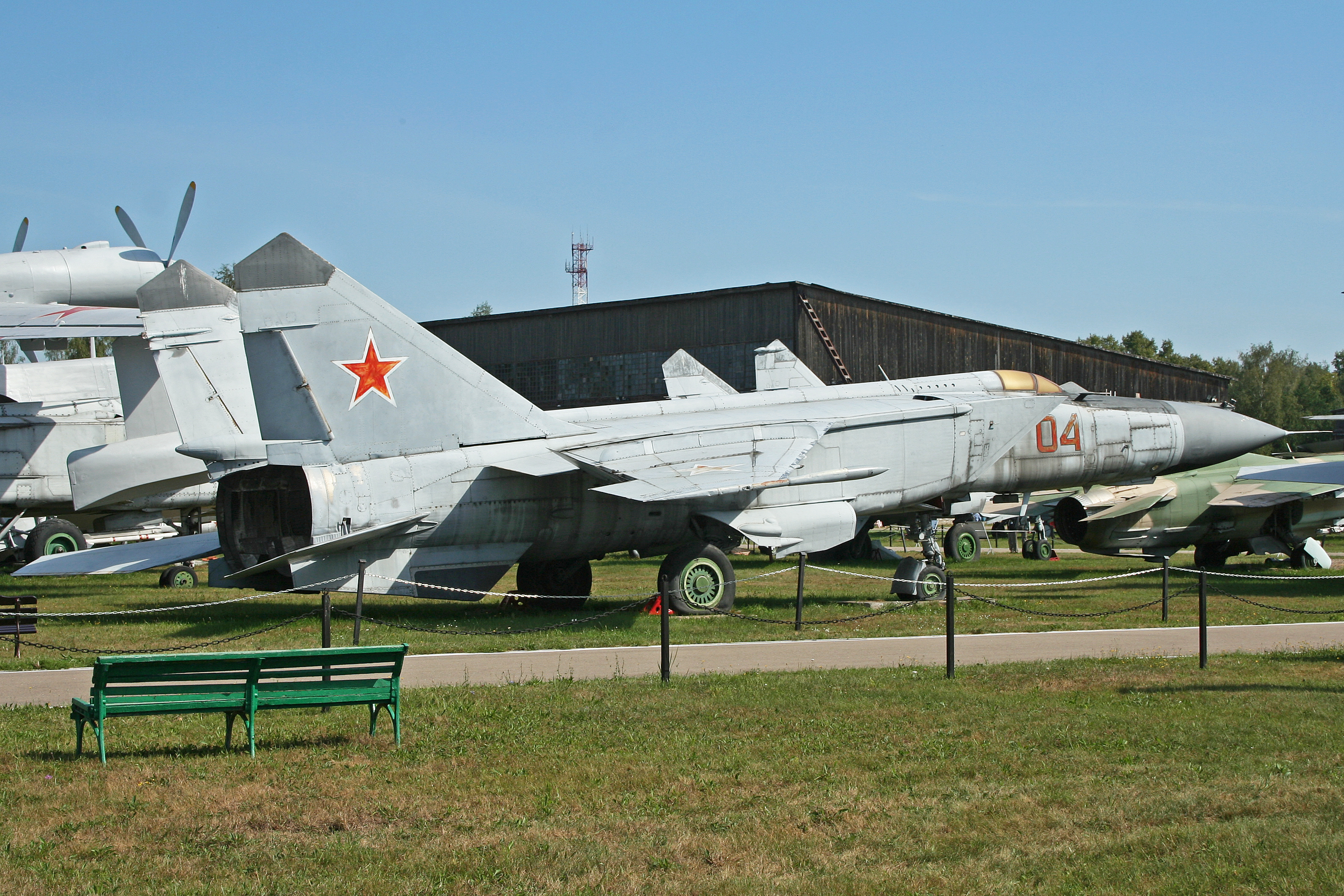
Un Mikoyan MiG-25PD Foxbat-E

Nei primi anni sessanta gli Stati Uniti d'America iniziarono ad avviare la produzione in serie di bombardieri supersonici quali il B-58 Hustler, lo XB-70 Valkyrie, ideato quest'ultimo per penetrare lo spazio aereo sovietico ad alta quota a Mach 3 e che però non entrò mai in servizio (ne furono infatti costruiti solo due prototipi, entrambi utilizzati esclusivamente come velivoli sperimentali), o ricognitori supersonici quali lo SR-71 Blackbird. Questi nuovi apparecchi rappresentavano una minaccia per l'Unione Sovietica che sentì perciò il bisogno di sistemi di intercettazione adeguati.
L'ufficio tecnico di Mikojan e Gurevič aveva già una buona esperienza nella progettazione di aviogetti ad alte prestazioni grazie agli esemplari costruiti con il sistema di intercettazione Uragan, quali Ye-75 e Ye-150, che impiegavano sia radar che missili aria-aria guidati. In particolare lo Ye-152M, derivato dallo Ye-150, era capace di volare ad una velocità di 3 030 km/h a 15 400 m di quota. Sia la serie Ye-150 che il La-250 di Lavočkin, battezzato Anaconda dai piloti, vennero cancellati dalla politica di Chruščëv più favorevole a sistemi missilistici terrestri (quali l'S-75). Il Sukhoi T-37 subì un fato ancora peggiore, venendo rottamato senza neppure essersi mai staccato da terra.
Nella metà degli anni '60 divenne pienamente operativo il Tupolev Tu-28 armato con missili R-4 (AA-5 Ash). Il suo punto di forza era unicamente la sua grande autonomia e la capacità da parte del missile R-4 di colpire bersagli al di sopra della quota di tangenza dell'aereo ospite. Anche il radar installato, lo RP-S (RadioPricel-Smerč, radiocollimatore Tornado) aveva buone potenzialità, ma le prestazioni dell'apparecchio, con una velocità di punta di Mach 1,65, non erano adeguate a fronteggiare la minaccia dei bombardieri supersonici.
Accanto allo sviluppo dello Ye-150 e 152 cominciarono, nel 1959, i lavori attorno ad un intercettore bimotore. Venne incaricato uno dei progettisti di Mikojan, Jakov Ilič Seleckij, e sembra che lo stesso Mikojan gli consigliò di ispirarsi al North American A-5 Vigilante.
Il progetto di massima prevedeva l'uso dei potenti turbogetti Tumanskij R-15-300 e suscitò l'interesse sia della Difesa antiaerea sovietica, come intercettore, che dell'Aeronautica come ricognitore. Venne anche proposta una versione da attacco armata con missili balistici, che però non suscitò interesse. Il nuovo aereo venne formalmente commissionato nel febbraio del 1961 all'ufficio tecnico di Mikojan nelle due versioni: l'OKB chiamò Ye-155P la versione da intercettazione (al solito perechvatčik, intercettore) e Ye-155R quella da ricognizione (razvedčik, ricognitore appunto).
Vennero assemblati due prototipi della versione da ricognizione, chiamati Ye-155R/1 e Ye-155R/2, il primo dei quali decollò per la prima volta il 6 marzo del 1964 ai comandi del pilota collaudatore Aleksandr Fedotov. Analogamente vennero costruiti due prototipi dello Ye-155P, tutti assemblati nello stabilimento dell'OKB, il primo dei quali si staccò da terra il 9 settembre del 1964, ai comandi del pilota collaudatore Pëtr Ostapenko.
I quattro prototipi vennero seguiti da quattro esemplari di preserie (incluso un apparecchio per le prove a terra) da ricognizione costruiti nella fabbrica di Gorkij e nove da intercettazione, sempre assemblati nella fabbrica dell'ufficio tecnico.
Gli Ye-155R/1, Ye-155R/3 e Ye-155P/1 furono usati, oltre che per i collaudi, anche per battere e siglare vari primati mondiali tra il 1965 ed il 1977.
Entrambe le varianti entrarono in produzione come MiG-25R e MiG-25P nel 1969 nella fabbrica di Gorkij. Il MiG-25R entrò in servizio nello stesso anno con l'Aeronautica sovietica, mentre la versione da intercettazione entrò in prima linea con la Difesa aerea solo nel 1972.
Il primo avvistamento del velivolo avvenne da parte di piloti israeliani di F-4 che videro 4 MiG-25 volare a velocità ritenute superiori a Mach 3 (Mach 3,2).
Nel 1976 il tenente Viktor Belenko disertò con il suo MiG-25P Foxbat A e questo fatto permise agli USA di studiare il velivolo prima di restituirlo, ponendo fine ad un mistero che preoccupava l'Occidente. Il MiG atterrò sull'aeroporto giapponese di Hakodate nell'isola di Hokkaidō. Il pilota si allontanò durante una missione di addestramento dalla base aerea di Sakharovka, a nordest di Vladivostok. Dopo un volo di 800 km, atterrò alle 13:57 del 15 agosto 1976, avendo ancora a disposizione solo il 5% del combustibile, quasi superando la fine della pista. Nonostante le proteste sovietiche, le autorità giapponesi permisero una prima analisi tecnica, quindi l'aereo fu smontato e trasportato per via aerea da un C-5 dell'USAF (scortato da 14 caccia giapponesi) alla base aerea di Hyakuri. I motori Tumanskij, i sistemi avionici, le caratteristiche dei metalli impiegati per la produzione di un aereo capace di operare ad alta velocità e ad alta quota furono esaminati in dettaglio da oltre 50 esperti delle forze armate giapponesi e del System Command degli Stati Uniti. Di grande interesse si dimostrarono i sistemi di contromisure elettroniche ed il radar per il controllo del tiro. Dato che l'aereo era disarmato non fu possibile controllare l'armamento impiegato in missione. Il tenente dichiarò che la velocità di un MiG-25 con il carico massimo arrivava a Mach 2,8, mentre in ricognizione disarmato poteva arrivare fino a Mach 3, ma comunque non era facile superare Mach 2,6; disse che i piloti di MiG-25 non dovevano oltrepassare Mach 2,5 senza essere autorizzati. Comunque la velocità massima del MiG-25 viene considerata Mach 2,83 in quanto velocità superiori lo rendono difficile da manovrare e compromettono i propulsori in modo grave. Il fatto portò ad un sostanziale miglioramento delle capacità difensive del Giappone, con l'aggiornamento dei radar di difesa aerea e l'acquisto degli aerei radar E-2 Hawkeye e degli F-15J Eagle.
Comparato con l'SR-71 ed altri velivoli occidentali pensati per volare a Mach 3, il MiG-25 è molto maneggevole, considerando l'alta velocità, con virate che possono raggiungere punte di 4,5 g (3 g se il combustibile è più di metà serbatoio). L'aereo è costruito in nichel con poco titanio (non viene usato l'alluminio perché l'attrito dell'aria a circa Mach 3 scalderebbe il metallo fino a 300 °C, ma nemmeno l'acciaio come si pensava in Occidente).
In URSS, durante la guerra fredda, l'impiego operativo del comando di difesa aerea prevedeva che 2 MiG-25 fossero sempre pronti a partire rapidamente per sventare attacchi strategici e attaccare i bersagli da lungo raggio.
Negli anni settanta il sorvolo dello spazio aereo dell'Iran dello scià da parte dei MiG-25 sovietici indusse il governo iraniano dell'epoca all'acquisto degli F-14 Tomcat.

### Tecnica
Il velivolo impiega due propulsori e dispone di due derive verticali e di un'ala alta a pianta larga. L'8% della struttura del Foxbat è costruita in titanio. Impiegava come radar un Smerch A-1 (Foxfire nella nomenclatura NATO).

## Impiego operativo

### Utilizzo in Iraq

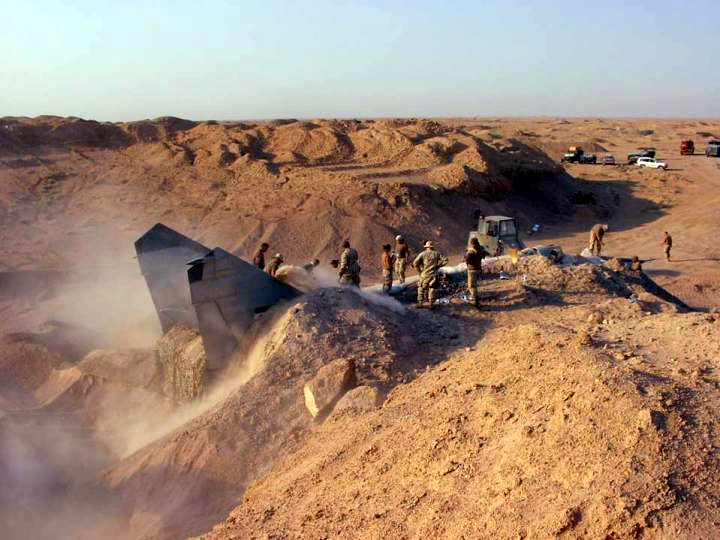
Le Forze USA scoprirono un MiG-25R Foxbat B seppellito in Iraq, vicino all'aeroporto di al-Taqqadum, ad ovest di Baghdad, nel febbraio 2004.
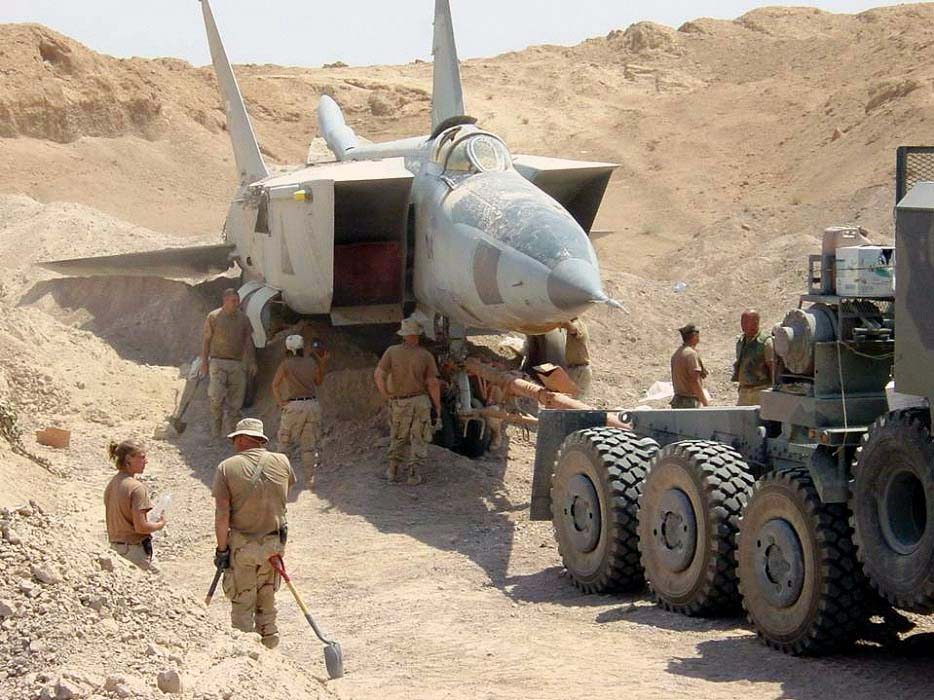
Operazioni di rimozione. Le ali sono mancanti.
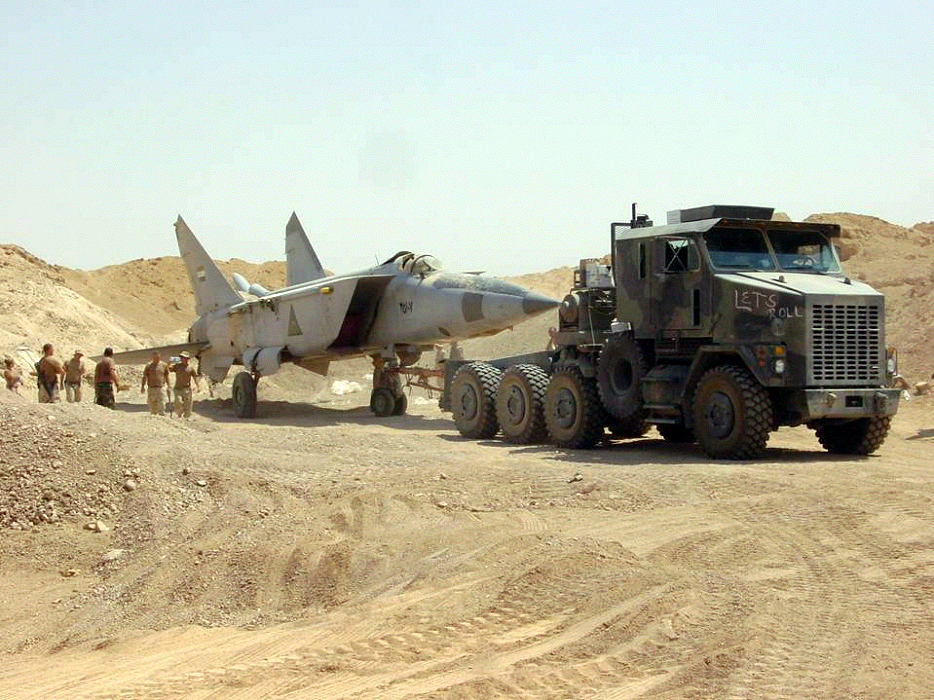
Ecco il MiG completamente estratto.

Durante la guerra d'attrito tra Israele e Siria nel 1981 i caccia F-15 israeliani di scorta abbatterono nei cieli sul Libano due MiG-25P (Foxbat A) prima il 13 marzo e poi il 29 luglio 1981, allorquando i due MiG erano intenti ad intercettare, con l'intenzione di abbatterli, dei ricognitori RF-4E Phantom di Israele.
Nella Guerra del Golfo un MiG-25PD fu l'unico aereo iracheno ad abbattere un aereo alleato (si ritiene che abbia distrutto un F/A-18C con un missile R-40T nella prima notte, benché vi siano prove di una probabile collisione in volo tra i due velivoli. Lanciò un missile contro un A-6 Intruder, questa volta mancando il bersaglio e sfiorò un A-7 prima di tornare illeso alla base).
Il 19 gennaio del 1991 due F-15C Eagle dell'USAF abbatterono altrettanti MiG-25P iracheni, con i missili AIM-7M Sparrow. 
Nei giorni successivi il MiG-25 diede pessimi risultati: solo in un'altra occasione un MiG-25, eludendo 8 F-15 in missione di superiorità aerea, riuscì a sparare 3 missili (tutti schivati) contro 2 EF-111 in supporto ad un bombardamento di F-15E e quindi a costringerli alla fuga e a tornare illeso alla base; per la mancanza del disturbo elettronico che doveva essere fornito dagli EF-111, un F-15E fu abbattuto da un SAM; ancora in un'altra occasione, verso la fine della guerra, 2 MiG-25 in volo ad est di Baghdad (dove si concentravano gli intercettori e le missioni di caccia alleate per abbattere gli aerei iracheni in fuga verso l'Iran) si avvicinarono a 2 F-15 sparando contro di loro missili (tutti schivati) prima che i McDonnell Douglas F-15 Eagle potessero attaccare, e quindi fuggirono schivando 2 AIM-9 e 4 AIM-7 Sparrow. In seguito, nel tentativo di impedire ai MiG-25 il ritorno alla base, altri 2 F-15 e poi altri 4 F-15 tentarono di abbatterli, ma i MiG-25 sfuggirono sempre ai missili AIM-7 e atterrarono illesi.
Nel 1992 un F-16C dell'USAF distrusse un MiG-25 iracheno con un missile AMRAAM.
All'inizio della guerra l'Iraq aveva 12 MiG-25 e 6 erano sempre operativi.
Dopo quasi 12 anni dall'Operazione Desert Storm e tre mesi prima dell'intervento che avrebbe posto fine al regime di Saddam Hussein e portato alla sua cattura, i MiG-25 iracheni segnarono ancora una volta una vittoria aria-aria su un velivolo americano: il 23 dicembre 2002, un MiG-25PD iracheno distrusse con R-60 o R-40 un ricognitore senza pilota RQ-1A Predator dell'USAF in volo nella no fly zone meridionale. Nonostante l'impresa non sia certo notevole vista la facilità del bersaglio, (l'RQ-1, che vola a 250 km/h, contro l'intercettore più veloce del mondo, che in configurazione armata raggiunge i 2,83 Mach, equivalenti a 24 000 metri di quota a circa 3 076 km/h in aria tipo) è considerata importante perché costituisce l'unico abbattimento di un velivolo occidentale, in Iraq, dopo "Desert Storm" e prima di "Iraqi Freedom", nonostante i numerosi tentativi da parte dei vari modelli di caccia iracheni (MiG-25 compresi) e della contraerea missilistica e convenzionale (AAA).
Il 5 luglio 2022 con il ritiro dei MiG-25 in servizio nella, Al-Quwwat al-Jawwiyya al-Jaza'iriyya, l'Aeronautica militare algerina, sono stati definitivamente messi a terra gli ultimi esemplari operativi nel mondo.

## Versioni
- Ye-155-P
- Ye-155-R
- MiG-25P Foxbat A (Perekhvatchik - intercettore) - modello base.
- MiG-25R Foxbat B (Razvedchik - ricognitore) - ricognizione con radar Doppler.
- MiG-25RB Foxbat B (Radioelectronnaja Borba - ECM) - ricognizione e bombardamento.
- MiG-25RBV Foxbat B (Radioelectronnaja Borba Viraž) - ricognizione e bombardamento.
- MiG-25BBT Foxbat B -
- MiG-25U Foxbat C (Uchebnij - addestratore) - addestramento.
- MiG-25PU Foxbat C - Munito di doppia cabina di pilotaggio.
- MiG-25RU Foxbat C -
- MiG-25BR Foxbat D - nuovo modello da ricognizione
- MiG-25RBK Foxbat D -
- MiG-25RBS Foxbat D -
- MiG-25RBSh Foxbat D -
- MiG-25RBF Foxbat D -
- MiG-25RBT Foxbat D -
- MiG-25RBN Foxbat D -
- MiG-25PD Foxbat E - modello base rinnovato con strumentazione per l'intercettazione a breve raggio.
- MiG-25PDS Foxbat E -
- MiG-25PSL Foxbat E -
- MiG-25BM Foxbat F (Bombardirovschik Modifikatsirovannij - bombardiere modificato) - ultima versione in servizio dal 1988 con missili aria-terra AS-11.

## Utilizzatori
Algeria
- Al-Quwwat al-Jawwiyya al-Jaza'iriyya

I 7 monoposto MiG-25PDS sono stati acquistati nel 1998 dalla Bielorussia, mentre i 3 MiG-25RBSh da ricognizione ed i 2 MiG-25RU sono stati acquistati di seconda mano dall'Ucraina nel 2011. Nonostante alcuni aerei siano stati acquistati parzialmente ammodernati dall'Ucraina, la loro manutenzione, sia dal punto di vista tecnico che economico, è diventata problematica, quindi i 12 aerei in servizio al settembre 2018 dovrebbero essere radiati entro la fine del 2019. Tutti i MiG-25 sono stati ritirati ufficialmente a luglio 2022.
 India
- Bhāratīya Vāyu Senā

8 MiG-25RB da ricognizione e 2 MiG-25U da addestramento importati nel 1981 dall'Unione Sovietica. I modelli intercettori non sono mai stati importati in India. Sono stati tutti messi in servizio nel 106° Squadron (trisonic squadron) che li impiegava per compiti di ricognizione insieme ai Canberra PR Mk57. Il 1º maggio 2006, sono stati ritirati gli ultimi 4 MiG-25 che rimanevano in servizio in India.
 Iraq
- Al-Quwwat al-Jawwiyya al-'Iraqiyya

Dodici MiG-25 "Foxbat-A" costituivano, dopo la guerra con l'Iran, il nerbo della forza aerea irachena, affiancando un grande numero di MiG-21 e MiG-23. Nessuno è in condizioni operative: molti sono stati trovati dalle forze di occupazione americane, nascosti sotto dune di sabbia intorno agli aeroporti dello stato vicino-orientale.
 Libia
- Al-Quwwat al-Jawwiyya al-Libiyya

La Libia fu il maggior utilizzatore di MiG-25 al di fuori del territorio dell'ex URSS e possedeva ben sessanta "Foxbat-A" con compiti di intercettazione. Insieme ai MiG-23, questi hanno avuto vari incontri con i caccia dell'US Navy sui cieli del golfo della Sirte. In organico, poi, erano presenti cinque velivoli in versione da ricognizione: pare che uno fosse un "Foxbat-D".
 Siria
- Al-Quwwat al-Jawwiyya al-'Arabiyya al-Suriyya

Anche la Siria possiede un notevole numero di MiG-25: prima della guerra del Libano l'arsenale ammontava a trenta "Foxbat-A" (alcuni dei quali sono stati abbattuti dai caccia israeliani nei combattimenti sulla valle della Beqāʿ) e a un numero imprecisato di "Foxbat-B", autori di sorvoli ad alta velocità e a bassa quota su varie località libanesi.
 Unione Sovietica
- Voenno-vozdušnye sily SSSR

Successivamente spartiti tra Russia, Ucraina e aviazioni militari di altre ex repubbliche sovietiche.

## Il MiG-25 nella cultura di massa
- Il MiG-25 è tra i veicoli usati ne Il domani non muore mai.
- In ambito videoludico il MiG-25 appare tra i velivoli disponibili nel videogioco Tom Clancy's H.A.W.X.[10].
- Il MiG-25 ed il carro armato Type 74 sono le forme veicolari alternative del Decepticon Blitzwing nel cartone animato Transformers (G1).